# Verzorgingsplaats Den Ruygen Hoek
Verzorgingsplaats Den Ruygen Hoek is een Nederlandse verzorgingsplaats gelegen aan de A4 Amsterdam – Ossendrecht, tussen afritten 3a en 4, nabij Nieuw-Vennep in de Haarlemmermeer. De naam "Den Ruygen Hoek" geeft aan dat het hier vroeger, voor de inpoldering van de Haarlemmermeer, volgens de overlevering behoorlijk kon spoken.
Het is een voor Nederlandse begrippen grote rust- en recreatieplaats langs de snelweg waar de reiziger aan beide rijrichtingen kan tanken en de keuze heeft uit verschillende restaurants, een hotel, een casino en winkels. De verzorgingsplaatsen aan beide zijden van de weg zijn met elkaar verbonden door een loopbrug met diverse horecagelegenheden. Aan de oostzijde van de A4 bevindt zich een vestiging van Jack's Casino en een hotel van Van der Valk. Ook is er een vestiging van Suitsupply, een herenmodezaak.
Omdat de verzorgingsplaats dicht bij Schiphol is gelegen wordt ze onder andere gebruikt door mensen die met het vliegtuig reizen. Ze kunnen hier dan voor en na hun vliegreis eten en overnachten.

## Waterstofstation
Op 15 oktober 2020 opende in de richting van Amsterdam bij Shell een waterstoftankstation. Het was hiermee het eerste waterstoftankstation dat direct gelegen is aan een snelweg.

## Bereikbaarheid openbaar vervoer
Buslijnen 361 (snelBuzz: Noordwijk, Boekerslootlaan - Schiphol, Airport) en 365 (snelBuzz: Leiden, Centraal Station - Schiphol, Airport) hebben per richting een halte aan de betreffende zijde van Den Ruygen Hoek.